# Вішньове (округ Нове Место-над-Вагом)
Вішньове (словац. Višňové) — село, громада округу Нове Место-над-Вагом, Тренчинський край. Кадастрова площа громади — 5.52 км².
Населення 173 особи (станом на 31 грудня 2020 року).

## Історія
Вішньове згадується 1392 року.

## Населення
| Рік:            | 1994. | 2004. | 2014.    | 2024.   |
| --------------- | ----- | ----- | -------- | ------- |
| Кількість осіб: | 200   | 196   | 171      | 161     |
| Різниця:        |       | -2 %  | -12,75 % | -5,84 % |

| Рік:            | 2023. | 2024.   |
| --------------- | ----- | ------- |
| Кількість осіб: | 162   | 161     |
| Різниця:        |       | -0,61 % |